# 嶺北観光自動車
有限会社嶺北観光自動車（れいほくかんこうじどうしゃ）は、高知県土佐郡土佐町に本社を置く路線バス・貸切バス事業者。高知県代替バス事業協同組合に加盟し、高知県交通(現・とさでん交通）の廃止代替路線を運行する。

## 運行エリア
- 土佐郡
- 長岡郡
- 香美市
- 南国市

## 本社
- 高知県土佐郡土佐町田井1491-1

## 路線
田井～本山～大杉駅～医大病院線
- 田井 - 中島 - 寺家分岐 - 本山 - 川口分岐 - 大杉駅 - 繁藤駅前 - 領石 - 医大病院
- 田井 - 中島 - 寺家分岐 - 本山 - 川口分岐 - 大杉駅

田井～本山～西石原～峰石原線
- （田井 - 岡 - 本山 - 寺家 - 吉野 - ）田井 - 相川口 - 地蔵寺 - 西石原上
- 田井 - 森土居 - 相川口 - 地蔵寺 - 西石原上
- 田井 - 森土居 - 相川口 - 平石 - 西石原上（ - 峰石原）

田井～本山～冬の瀬線
- 田井（ - 本山） - 吉野 - さが野 - 冬の瀬

田井～伊勢川線
- 田井 - 松ヶ丘 - 伊勢川

田井～樫山線
- 田井 - 相川口 - 相川 - 樫山

田井～大川～黒丸～日の浦線
- 田井 - 中島 - 大川橋 - 大川局前 - 井の川 - 日の浦局前
- 田井 - 森 - 大川橋 - 大川局前 - 黒丸
- 大川村分岐 - 日の浦局前

日の浦～長沢～桑瀬線
- 長沢 - 中野川集会所前 - 日の浦局前
- 日の浦局前 - 桑瀬

過去の路線
- 日の浦局前 - 元川大橋 - 長沢
- 木の香温泉 → 桑瀬
- 土居 - 長沢
- 長沢 - 越裏門 - 寺川
- 田井 - バイパス - 相川口 - 地蔵寺 - 西石原 - 峰石原 - 程の窪 - 狩山 - 川口

※全路線、高知県交通・とさでん交通から移管。

## 車両
車両は日野自動車製で、主に小型車両を中心に運用。2024年2月に三菱ふそう・エアロエースが導入された。かつては高知県交通の譲渡車も、塗装変更されないまま在籍していた。車内も放送設備や両替機は設置しておらず、運賃箱も手動である。
路線用車両
・リエッセⅡ (初代･2代目)
・レインボーHR
貸切用車両
・セレガ (9m･12m)
・メルファ (9m)
・トヨタ・コースター (7m)